# Johann Karl von Frankenstein
Johann Karl von Frankenstein (Castello di Frankenstein, 1610 – Worms, 29 settembre 1691) è stato un vescovo cattolico tedesco della Diocesi di Worms.

## Biografia
Nacque nel Burg Franckenstein e il 17 agosto 1683 venne consacrato dall'arcivescovo Anselm Franz von Ingelheim con il titolo di principe-vescovo di Worms.
Qui si stabilì definitivamente nel 1688 e morì il 29 settembre 1691.

## Genealogia episcopale
La genealogia episcopale è:
- Cardinale Guillaume d'Estouteville, O.S.B.Clun.
- Papa Sisto IV
- Papa Giulio II
- Cardinale Raffaele Riario
- Papa Leone X
- Papa Clemente VII
- Cardinale Antonio Sanseverino, O.S.Io.Hieros.
- Cardinale Giovanni Michele Saraceni
- Papa Pio V
- Cardinale Innico d'Avalos d'Aragona, O.S.Iacobi
- Cardinale Scipione Gonzaga
- Patriarca Fabio Biondi
- Papa Urbano VIII
- Cardinale Cosimo de Torres
- Cardinale Francesco Maria Brancaccio
- Vescovo Miguel Juan Balaguer Camarasa, O.S.Io.Hieros.
- Papa Alessandro VII
- Arcivescovo Max Heinrich von Bayern
- Vescovo Johann Heinrich von Anethan
- Arcivescovo Anselm Franz von Ingelheim
- Vescovo Matthias Starck
- Vescovo Johann Karl von Frankenstein